# Franzenbach (Blinde Rot)
Der Franzenbach ist ein nicht ganz zwei Kilometer langer Bach auf der Gemarkung Pommertsweiler der Gemeinde Abtsgmünd im Ostalbkreis im nordöstlichen Baden-Württemberg, der östlich des Dorfes Pommertsweiler in deren Tal von rechts und Westen in die untere Adelmannsfelder oder Blinde Rot mündet.

## Geographie

### Verlauf
Den Franzenbach speisen vier größere Quellen, die alle ungefähr am Ostrand des Dorfes Pommertsweiler auf Höhen von bis zu 445 m ü. NHN entspringen und deren Abläufe dann fächerförmig nach Osten zusammenlaufen. Am tiefsten auf 428 m ü. NHN entspringt hierbei der namentliche Oberlauf des Franzenbachs selbst, der im Flurkeil der Hofwiesen zwischen der Hardtstraße Pommertsweilers im Norden und einem älteren Siedlungskern des Dorfes um die Untere Straße im Südwesten entsteht. Der Bach fließt meist an Wiesen vorbei nach Osten und sammelt dann erst den von links und Nordwesten nahenden Hartfeldbach ein, der nahe dem Nordeingang des Dorfes entsteht, und kurz darauf noch in der Flur den Hofwiesengraben, welcher an einem öde liegenden Burgstall nahe der Unteren Straße seinen Lauf beginnt. Beide Zuflüsse sind etwa einen halben Kilometer lang.
Sodann durchläuft der Franzenbach weiterhin östlich in eher flachem Tal zwischen den Gewannen Jungholz im Norden und Gewande im Süden den Hangwald westlich des Blinde-Rot-Tales. Darin mündet von Südwesten her der Brunnenfeldbach, sein mit 1,1 km Länge und ca. 0,5 km² Teileinzugsgebiet bedeutendster Zufluss. Rechts am Hang begleitet ihn hier schon ein Waldweg vom südlichen Pommertsweiler ins Rottal, zuletzt auch noch einer am linken Hang aus dem Jungholz. Für die letzten etwa 150 Meter über die Aue der Rot verlässt er den Wald und mündet dann zwischen zwei dieser dies- und jenseits folgenden Talwegen im Naturschutzgebiet Tal der Blinden Rot von rechts und Westen auf etwa 383 m ü. NHN in die untere Blinde Rot. 
Der Franzenbach ist auf seinem Hauptstrang 1,7 km lang, mündet etwa 43 Höhenmeter unter seiner Hauptquelle und hat mithin ein mittleres Sohlgefälle von etwa 24 ‰.
Der nördlichste Oberlauf Hartfeldgraben ist meist von einer Baumgalerie begleitet und durchläuft ein halbes Dutzend von Kleinteichen. Die Ufer des oberen Franzenbachs selbst und seines nächsten Quellbachs Hofwiesengraben rechter Hand sind meist kahl, wo diese Bäche nicht sogar unterirdisch laufen. Gleich an der Quelle des Brunnenfeldbachs beginnt eine begleitende Galerie, dieser Bach läuft dann bald mit kleinen Richtungswechseln flurnah im Wald unter Forstbäumen. In seinem Waldtal fließt der Franzenbach in ausgeprägten Mäandern, zuletzt ist sein Bett, in dem sich das landschaftstypische grobsandig-kiesige Sediment findet, ein bis anderthalb Meter breit.

### Einzugsgebiet
Das etwa 1,6 km² große, vom Franzenbach entwässerte Gebiet liegt nahe an dessen Südrand im Unterraum Ellwanger Berge des Naturraums Schwäbisch-Fränkische Waldberge. Die reihum angrenzenden Einzugsgebiet sind die des Fürtlebachs im Norden, eines etwas kleinerer früheren Zuflusses der Blinden Rot, dann mündungsnah im Nordosten des viel kleineren Jungholzbachs. Abwärts der Mündung konkurriert im Südosten der ebenfalls kleine Rotwiesenbach zur Blinden Rot, anschließend im Süden der einzugsgebietsreichere Fischbach mit seinen Zuflüssen. Die gesamte westliche Wasserscheide grenzt an das Einzugsgebiet der obersten Bühler, die viel weiter abwärts wie die Blinde Rot direkt in den Kocher mündet; diese ist meist selbst das nächste offene Gewässer, erst im Nordwesten mündet ihr von der Scheide her der kleine Wiesenweiherbach zu. Diese hydrologisch damit bedeutendste Wasserscheide läuft auch über den höchsten Punkt des Franzenbach-Einzugsgebietes auf etwa 475 m ü. NHN beim Wasserturm in Pommertsweiler.
Das Gebiet teilt sich ungefähr auf in ein Sechstel Siedlungsfläche von Pommertsweiler ganz im Westen, eine Hälfte Flur in dessen Mitte und ein Drittel Wald ganz im Osten am Abfall ins Rottal. Einziger Siedlungsplatz im Einzugsgebiet ist Pommertsweiler auf der Wasserscheide zur Bühler, das mit etwas größeren Anteil über den Franzenbach und seine Zuflüsse entwässert. Das Einzugsgebiet liegt innerhalb der Pommertsweiler Ortsteilgemarkung von Abtsgmünd.

### Zuflüsse und Seen
Liste der Zuflüsse und  Seen von der Quelle zur Mündung. Gewässerlänge, Seefläche, Einzugsgebiet und Höhe nach den entsprechenden Layern auf der Onlinekarte der LUBW. Andere Quellen für die Angaben sind vermerkt.
Ursprung des Franzenbachs auf etwa 428 m ü. NHN im Wiesenkeil Hofwiesen südlich der Hardtstraße von Pommertsweiler.
- Hartfeldbach, von links und Nordwesten auf etwa 417 m ü. NHN zwischen einem Feldschuppen und dem Beginn des Klingenwalds, 0,5 km[LUBW 7] und ca. 0,2 km². Entspringt auf etwa 445 m ü. NHN im Hartfeld östlich des Landgasthofs am nördlichen Dorfeingang. Der Franzenbach selbst ist bis zu diesem Zufluss unwesentlich länger, aber etwas einzugsgebietsreicher.
  -  Durchfließt eine Folge von erst vier, dann drei Teichen, zusammen 0,3 ha.
- Hofwiesenbach, von rechts und Westen auf etwa 415 m ü. NHN hundert Meter nach dem vorigen kurz vor dem Beginn des Klingenwalds, 0,5 km[LUBW 7] und ca. 0,1 km². Entsteht auf etwa 432 m ü. NHN an einem Burgstall vor dem südöstlichen Ortsrand nahe dem Ende der Unteren Straße.
- (Waldbach), von links und Norden auf etwa 404 m ü. NHN schon im Wald, ca. 0,2 km[LUBW 8] und unter 0,2 km². Entspringt auf etwa 414 m ü. NHN an einer Flurecke in den Wald.
- Brunnenfeldbach, von rechts und Südwesten auf knapp 400 m ü. NHN in der mittleren Waldklinge neben dem Weg ins Rottal, 1,1 km[LUBW 7] und ca. 0,5 km². Entsteht auf etwa 432 m ü. NHN nahe der L 1073 nach Wilflingen im Brunnenfeld zusammen mit seiner Baumgalerie.

Mündung des Franzenbachs von rechts und Westen auf 385,5 m ü. NHN etwa 1,9 km östlich der Ortsmitte von Pommertsweiler in die untere Blinde Rot. Der Franzenbach ist 1,7 km lang und hat ein 1,6 km² großes Einzugsgebiet.

## Geologie
Im Gebiet stehen überall Mittelkeuper-Schichten an und weit überwiegend der Stubensandstein (Löwenstein-Formation); bald bach dem Zufluss des Brunnenfeldbachs schneidet sich der Franzenbach in die Oberen Bunten Mergel (Mainhardt-Formation).

## Schutzgebiete
Der Franzenbach mündet hier am Unterlauf der Blinden Rot im die Rotaue umfassenden Naturschutzgebiet Tal der Blinden Rot. Das gesamte Gebiet ist Teil des Naturparks Schwäbisch-Fränkischer Wald, dessen Ostgrenze etwa der Trasse der Blinden Rot folgt.

### LUBW
Amtliche Online-Gewässerkarte mit passendem Ausschnitt und den hier benutzten Layern: Lauf und Einzugsgebiet des Franzenbachs

Allgemeiner Einstieg ohne Voreinstellungen und Layer: Daten- und Kartendienst der Landesanstalt für Umwelt Baden-Württemberg (LUBW) (Hinweise)
1. 1 2 3  Höhe nach dem Höhenlinienbild auf dem Hintergrundlayer Topographische Karte.
2. 1 2  Höhe nach htauer Beschriftung auf dem Hintergrundlayer Topographische Karte.
3. 1 2  Länge nach dem Layer Gewässernetz (AWGN).
4. 1 2  Einzugsgebiet nach dem Layer Basiseinzugsgebiet (AWGN).
5. ↑  Seefläche nach dem Layer Stehende Gewässer.
6. ↑  Einzugsgebiet abgemessen auf dem Hintergrundlayer Topographische Karte.
7. 1 2 3  Länge nach dem Layer Gewässername.
8. 1 2  Länge abgemessen auf dem Hintergrundlayer Topographische Karte.

### Andere Belege
1. ↑  Hansjörg Dongus: Geographische Landesaufnahme: Die naturräumlichen Einheiten auf Blatt 171 Göppingen. Bundesanstalt für Landeskunde, Bad Godesberg 1961. → Online-Karte (PDF; 4,3 MB)
2. ↑  Geologie nach den Layern zu Geologische Karte 1:50.000 auf: Mapserver des Landesamtes für Geologie, Rohstoffe und Bergbau (LGRB) (Hinweise)